# Lorp-Sentaraille
Lorp-Sentaraille is een gemeente in het Franse departement Ariège (regio Occitanie). Lorp-Sentaraille telde op 1 januari 2022 1.392 inwoners. De plaats maakt deel uit van het arrondissement Saint-Girons.

## Geschiedenis
Lorp-Sentaraille was onderdeel van het kanton Saint-Lizier tot tot dit op 22 maart 2015 werd opgeheven en en de gemeente werd opgenomen in het op diezelfde dag gevormde kanton Portes du Couserans.

## Geografie
De oppervlakte van Lorp-Sentaraille bedroeg op 1 januari 2022 6,15 vierkante kilometer; de bevolkingsdichtheid was toen 226,3 inwoners per km². De gemeente ligt aan de Salat. In de gemeente is een bedrijventerrein ingericht dat de naburige gemeenten Saint-Lizier en Saint-Girons bedient. Er is ook het vliegveld Aérodrome d'Antichan, geopend in 1938.
De onderstaande kaart toont de ligging van Lorp-Sentaraille met de belangrijkste infrastructuur en aangrenzende gemeenten.

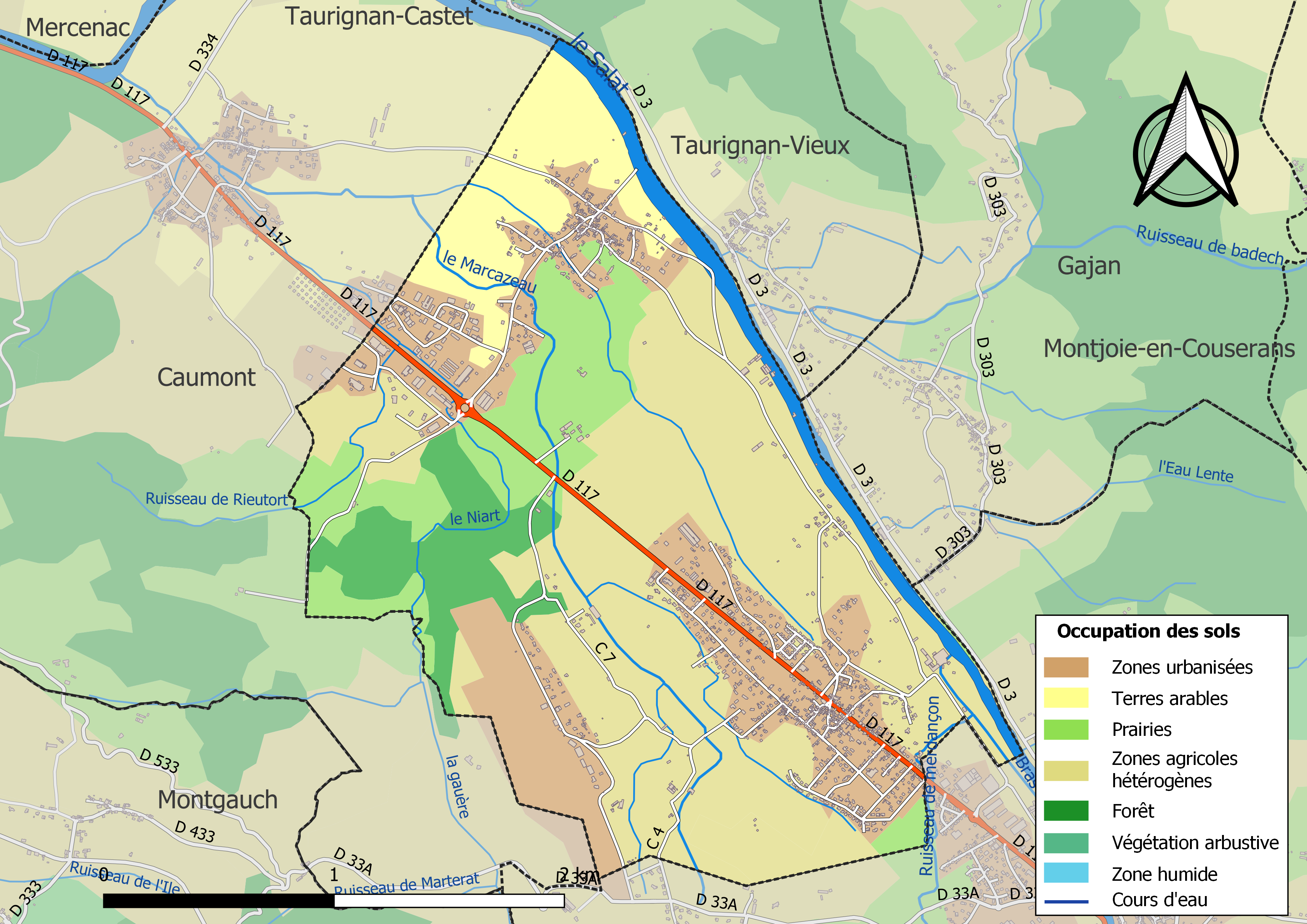

## Demografie
Onderstaande figuur toont het verloop van het inwonertal (bron: INSEE-tellingen).

Vanwege een beveiligingsprobleem met de MediaWiki Graph-software is het momenteel niet mogelijk deze grafiek weer te geven. Zodra de software is bijgewerkt zal de grafiek vanzelf weer zichtbaar worden.